# Чёртик под лобовым стеклом
«Чёртик под лобовым стеклом» (азерб. Şeytan göz qabağında) — советский цветной художественный фильм 1987 года, снятый режиссёром Октаем Миркасымовым по сценарию Асима Джалилова на киностудии «Азербайджанфильм».
Премьера фильма состоялась 27 июня 1988 года. К 80-летию режиссёра Октая Миркасымова, отреставрированная версия была показана 10 июня 2023 года в кинотеатре «Азербайджан».

## Сюжет
Теймур, журналист из Азербайджана, отправляется на стажировку в Москву и случайно натыкается на браконьеров, которые грабят реку, когда уровень воды на ГЭС опускается. Он фотографирует их действия, но оказывается в опасности, когда преступники пытаются избавиться от него и угоняют его машину. После некоторых приключений Теймуру удаётся добраться до милиции, но его заставляют остаться в камере. Но он всё равно продолжает бороться за правду и с помощью другого фотографа разоблачает браконьеров и доносит информацию до газеты.

## В ролях
- Фахраддин Манафов — Теймур Эльмарович Алимов, журналист
- Лариса Халафова — Сона
- Гасан Мамедов — Сабир
- Расим Балаев — Назаров, секретарь райкома
- Гамлет Хани-заде — Пашаев
- Яшар Нури — Назимзаде
- Гаджи Исмайлов — рыбак
- Радмила Алиева — Лейла
- Надир Азмаммедов — водитель «КамАЗа»
- Тахир Тахиров — Султанчик
- Эльданиз Расулов — Огтай
- Рашид Махмуд-заде — Фуфа
- Насир Садыхзаде — директор гостиницы
- Рамиз Азизбейли — директор ГЭС
- Мухтар Маниев — Ризван
- Гаджимурад Ягизаров — Гейдаров
- Тофик Мирзоев — главный редактор
- Алим Мамедов — Джабиев, помощник Назарова
- Ясин Гараев — первый парень
- Фархад Гусейнов — второй парень

## Фестивали
Фильм получил премию на Всесоюзном кинофестивале в Баку (1988).